# 크리미널 스쿼드
《크리미널 스쿼드》(영어: Den of Thieves)는 2018년 공개된 미국의 하이스트 영화이다.
2018년 2월, 감독인 거드개스트가 직접 후속편을 제작했다고 발표했다. 또한 버틀러와 잭슨 주니어는 속편에도 똑같은 역할로 나온다고 하였다.

## 출연진
- 제라드 버틀러 - '빅 닉' 오브라이언 역
- 파블로 슈라이버 - 레이 메리맨 역
- 오시어 잭슨 주니어 - 도니 윌슨 역
- 50 센트 - 엔슨 레복스 역
- 미도우 윌리암스 - 홀리 역
- 모리스 콤프테 - 베니 '보라초' 메갈론 역
- 브라이언 반 홀트 - 멀프 코노스 역
- 에반 존스 - 보 '보스코' 오스트로만 역
- 모 맥레이 - 거스 헨더슨 역
- 케이위 라이먼 - '토니 Z' 자파타 역
- 에릭 브래든 - 지기 제르휴슨 역
- 조던 브릿지 - 로빈 밥 역